# Landskrona gamla vattentorn

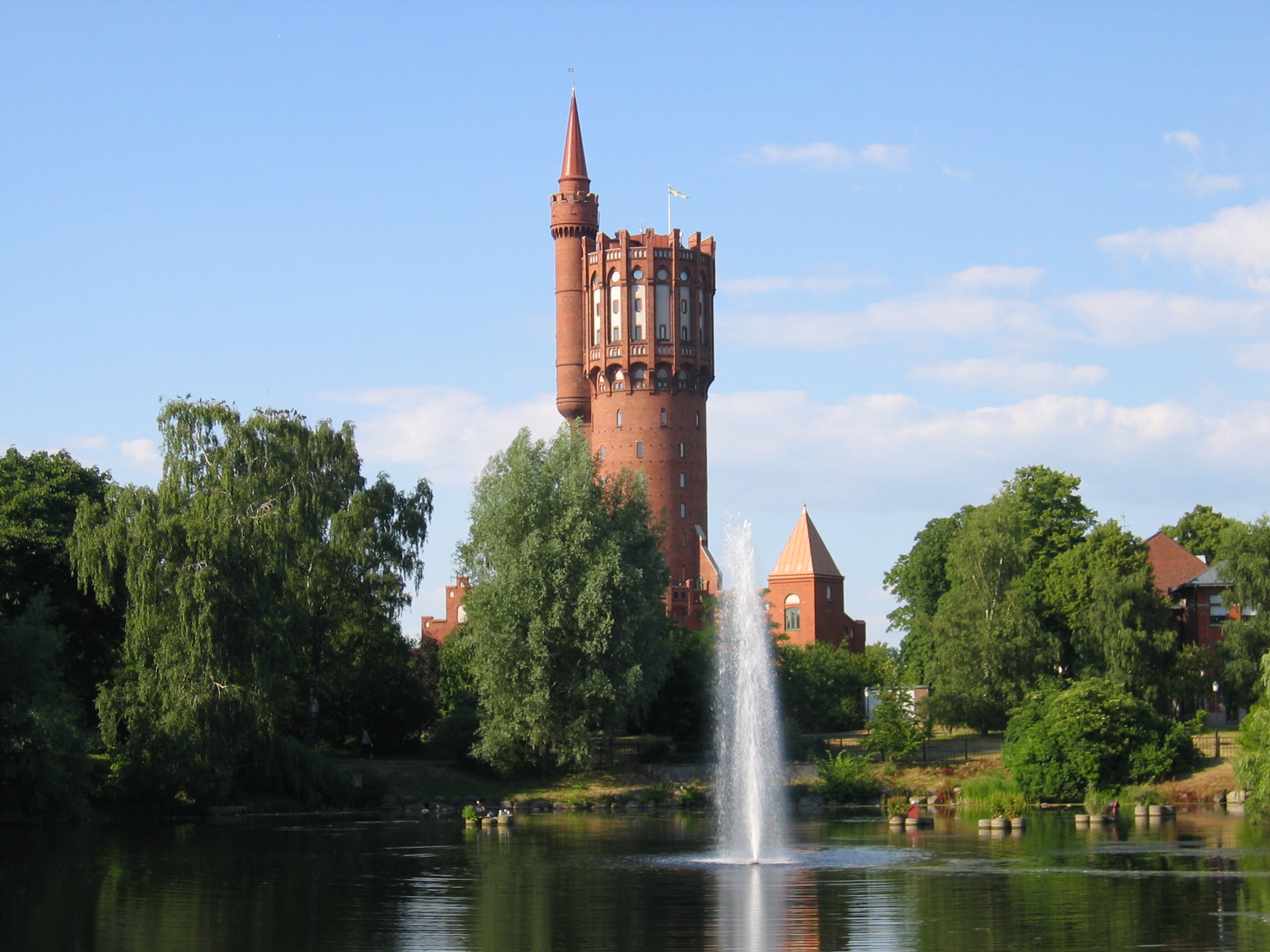
Gamla vattentornet i Landskrona, i förgrunden ses Sankt Olovs Sjö.

Landskrona gamla vattentorn är ett före detta vattentorn beläget i Landskrona. Tornet uppfördes 1904 efter ritningar av den dåvarande stadsarkitekten Fredrik Sundbärg och har en höjd på 65,9 meter. Vattentornet togs ur bruk 1975 och 1992 omvandlades delar av det till hyresbostäder.